# Astronium graveolens
Astronium graveolens ist ein Baum in der Familie der Sumachgewächse aus dem mittleren bis nördlichen Südamerika bis nach Zentralamerika und ins südliche Mexiko.

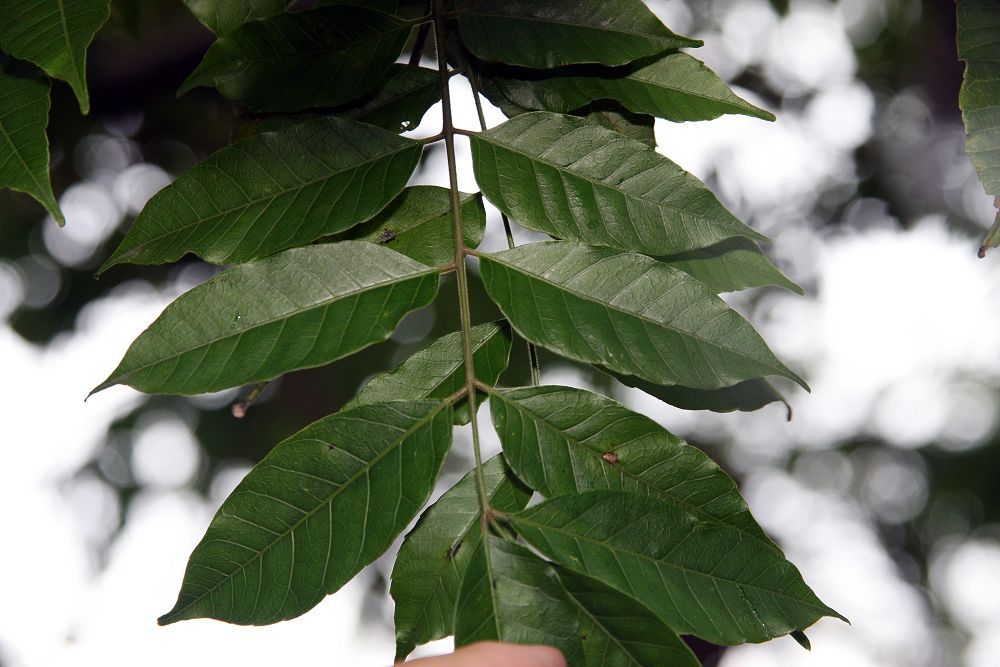
Blätter

## Beschreibung
Astronium graveolens wächst als halbimmergrüner Baum bis über 30 Meter hoch. Der Stammdurchmesser erreicht bis 1 Meter. Es werden nur kleinere Brettwurzeln oder Wurzelanläufe gebildet. Die bräunliche bis gräuliche und glatte Borke ist abblätternd. Der Baum führt ein reizendes und klebriges, klares Exsudat.
Die wechselständigen und gestielten Laubblätter sind unpaarig gefiedert mit bis zu 15 Blättchen. Sie sind mit Blattstiel bis zu 35 Zentimeter lang, die Rhachis ist mehr oder weniger behaart. Die gegen- bis wechselständigen, kurz gestielten, das Endblättchen länger, und ganzrandigen bis leicht gesägten, zugespitzten, eiförmigen bis verkehrt-eiförmigen oder elliptischen Blättchen sind bis 14 Zentimeter lang. Sie sind beidseits kahl bis leicht behaart, besonders unterseits auf den Adern. Die Nebenblätter fehlen. Die zerdrückten Blättchen duften nach Mango.
Astronium graveolens ist zweihäusig diözisch. Es werden größere endständige Rispen gebildet. Die sehr kleinen, grünlich-gelben und eingeschlechtlichen, fünfzähligen Blüten sind kurz gestielt mit doppelter Blütenhülle. Die etwas kleineren männlichen Blüten besitzen fünf kurze und freie Staubblätter. Die etwas größeren weiblichen Blüten besitzen einen oberständigen und einkammerigen, kahlen Fruchtknoten mit drei sehr kurzen, ausgebogenen Griffeln und kopfigen Narben sowie reduzierte Staminodien. Es ist jeweils ein gelappter, kahler Diskus vorhanden.
Es werden kleine, bis 1–1,5 Zentimeter lange und spindelförmige, einsamige Früchte (Steinfrucht, Nuss, Flügelfrucht) mit teils beständigen Griffeln und vergrößertem, papierigem und flügeligem Kelch gebildet. Die ausgebreiteten und schmalen Kelchflügel sind bis 1,5 Zentimeter lang.

## Taxonomie
Astronium graveolens wurde 1760 von Nicolaus Joseph von Jacquin in Enumeratio Systematica Plantarum, quas in Insulis Caribaeis vicinaque Americes ... Seite 33 erstbeschrieben. Synonyme sind Astronium gracile Engl. und Astronium conzattii S.F.Blake.

## Verwendung
Das schöne, harte, schwere und sehr beständige Holz, Tigerholz, ist gesucht. Es ist bekannt als Gonçalo alves, Jobillo, Gateado, Zorro, Tigrillo oder Tigerwood, Zebrawood.